# Folco (cavallo)
Folco è stato uno dei bàrberi più vittoriosi nella storia del Palio di Siena, il più vincente in assoluto nel XX secolo (insieme con Panezio). Nato nel 1926, ha corso 20 volte in Piazza, vincendo otto volte.
È inoltre il cavallo con la carriera più lunga nella storia del Palio: ha esordito il 2 luglio 1933, ed ha concluso la sua carriera il 2 luglio 1947.

## Folco e il Palio
Il maremmano Folco è ormai entrato nella leggenda del Palio di Siena, avendone caratterizzato la storia per almeno un decennio, a partire dal 1933. Insieme con il grigio Ruello, dal 1932 al 1945 si è diviso ben 13 carriere su 18. Detiene, insieme con Panezio, il record di vittorie nel XX secolo: otto. Meglio di loro solo il baio scuro di Stanislao Pagliai, che tra il 1814 e il 1823 colse nove successi.
Folco è stato l'unico cavallo tornato a correre dopo la guerra, riuscendo a vincere due volte nel 1945: il Palio del 16 agosto e quello straordinario del 20, noto come "Palio della Pace".
Folco è stato autore di un "cappotto" particolare: oltreché stessa contrada, anche stesso cavallo e stesso fantino. Infatti, insieme con Fernando Leoni detto Ganascia, ha vinto il palio del 2 luglio e del 16 agosto 1933, sotto i colori della Tartuca.

## Presenze al Palio di Siena
Le vittorie sono evidenziate ed indicate in neretto.
| Palio          | Contrada | Fantino             |
| -------------- | -------- | ------------------- |
| 2 luglio 1933  | Tartuca  | Fernando Leoni      |
| 16 agosto 1933 | Tartuca  | Fernando Leoni      |
| 2 luglio 1934  | Drago    | Fernando Leoni      |
| 2 luglio 1935  | Nicchio  | Umberto Baldini     |
| 16 agosto 1935 | Giraffa  | Ferruccio Funghi    |
| 2 luglio 1936  | Oca      | Pietro De Angelis   |
| 16 agosto 1936 | Nicchio  | Amaranto Urbani     |
| 2 luglio 1937  | Lupa     | Tripoli Torrini     |
| 16 agosto 1937 | Civetta  | Fortunato Castiello |
| 2 luglio 1938  | Drago    | Tripoli Torrini     |
| 16 agosto 1938 | Pantera  | Dino Pieraccini     |
| 2 luglio 1939  | Aquila   | Pietro De Angelis   |
| 16 agosto 1939 | Selva    | Tripoli Torrini     |
| 2 luglio 1945  | Giraffa  | Tripoli Torrini     |
| 16 agosto 1945 | Civetta  | Primo Arzilli       |
| 20 agosto 1945 | Drago    | Gioacchino Calabrò  |
| 2 luglio 1946  | Oca      | Amaranto Urbani     |
| 16 agosto 1946 | Lupa     | Eugenio Gambelli    |
| 18 maggio 1947 | Drago    | Gioacchino Calabrò  |
| 2 luglio 1947  | Torre    | Dino Pieraccini     |